# Chalepoxenus kutteri
Chalepoxenus kutteri е вид насекомо от семейство Мравки (Formicidae). Видът е световно застрашен, със статут Уязвим.

## Разпространение
Разпространен е във Франция.